# Friedrich Schleiermacher
Friedrich Daniel Ernst Schleiermacher (Breslau, 1768. november 21. – Berlin, 1834. február 12.) evangélikus lelkész, teológus és filozófus, aki arról ismert, hogy megpróbálta összeegyeztetni a felvilágosodás kritikáit a hagyományos protestáns kereszténységgel. A későbbi keresztény gondolkodásra gyakorolt mélyreható hatása miatt gyakran nevezik a "modern, protestáns liberális teológia atyjának", továbbá a liberális kereszténység korai vezetőjének tartják. Platón műveit németre fordította, filozófiai munkásságának nagy része vallásfilozófiai jellegű volt, a hermeneutika megújítója, a modern hermeneutikai gondolkodás megalapozója.

## Élete
Sziléziában született református lelkész fiaként. Pietista nevelést kapott, 15 éves korától a Zinzendorf által alapított herrnhuti testvérközösség szellemiségét követő intézményekben nevelkedett. 1787-ben szakított a herrnhuti szellemiséggel és a hallei egyetemre ment tanulni elsősorban filozófiát (Kantot és görög szerzőket). Ezek után lelkész és házitanító volt, többek között Berlinben. Itt került kapcsolatba a német romantika számos képviselőjével, elsősorban Friedrich Schlegellel, akivel baráti kapcsolatot alakított ki. Közösen találták ki Platón műveinek fordítását (Schleiermacher végül egyedül fordította le Platón műveit).
Schlegel biztatására, és egy barátaival történő fogadás nyomán jelentette meg Schleiermacher 1799-ben A vallásról (Über die Religion) című beszédsorozatát, mely hírnevet szerzett neki. 1802-ben elhagyta Berlint és Stolp városában volt lelkész két évig. 1804-ben a hallei egyetem rendkívüli tanárává nevezte ki, ahol anyai nagybátyja, Samuel Stubenrauch is tanított még ekkor, majd két évre rá rendes tanárrá. 1806-ban Napóleon poroszok felett aratott jénai győzelme miatt az egyetemet bezárták, 1807-ben mégis a teológia doktorává avatták.
Berlinbe visszatérve Wilhelm von Humboldt segítségével megalapították az ottani egyetemet, ahol 1810-től a teológiai fakultás professzora volt. Miután tagja lett a Porosz Tudományos Akadémia filozófiai tagozatának is, Fichte és Hegel mellett a filozófiai fakultáson is előadott. Mindeközben a berlini Szentháromság-templom lelkésze is volt haláláig.

## Teológiája
Karl Barth jellemzése szerint Schleiermacher nem egyszerűen csak a liberális teológiai iskolának, de az egész modern teológiai gondolkodásnak kezdőpontja és megalkotója.

### Über die Religion
1799-ben írta meg a liberális teológia alapművét, az Über die Religion. Reden an die Gebildeten unter ihren Verächternt (A vallásról. Beszédek a műveltekhez megvetőik között.), melyben a szkepticizmussal szemben védelmébe vette a vallást. Elbeszélése szerint a vallás több, mint etika és teológia, több, mint a jó ismerete és cselekvése, a vallás az érzések világához tartozik. "A vallás nem más, mint a végtelen dolgok iránti érzék és vonzalom". Bár Schleiermacher ezen gondolatai pietista neveléséből fakadnak, meg is haladják a pietizmus szemléletét, amikor nem csupán azt állítja, hogy a vallás több, mint tudás és cselekvés, szerinte a vallás lényegében különbözik a tudástól és a cselekvéstől. A vallás idegen eszméktől és elvektől, melyek a tudáshoz tartoznak. Ebből következően a vallás nem kapcsolódik a tudáshoz és cselekvéshez.
Ugyancsak különbözik a vallás a teológiától. A vallás önmagában lévő, nem feltételez teológiát. Ellenben a teológia hasznos funkciója, hogy reflektál a vallásra. Míg a vallás nem jelent tudást, a vallásról lehet tudást szerezni, s ez a teológia lényege. E gondolatban vitázik Schleiermacher azokkal a szkeptikusokkal, akik egyes szűklátókörű teológus miatt ellenzik a vallást, mondván, a szkeptikusok a lényeget veszítik szem elől, vagyis azt, hogy a teológia és a vallás két különböző dolog.
Schleiermacher e gondolatában határozottan szakít a korábbi, a teológiát és a vallást összekapcsoló szemléletekkel. Míg addig a teológiát Isten kinyilatkoztatásairól szóló tudománynak nevezték, Schleiermacher olyannyira külön választja e kettőt, hogy szerinte a hittételek ismerete és elfogadása annyira távol áll az igazi vallástól, hogy az akadályozza a legmélyebb vallási élmény átélésében. Schleiermacher tehát a teológiát az ember vallási tapasztalatát vizsgáló tudománynak nevezte.
A kinyilatkoztatás schleiermacheri értelme minden egyes ember vallásos tapasztalatát jelentette. Ilyen módon a kinyilatkoztatás már nem kötődik akár a Bibliához, vagy más külső mértékhez, egyedül az átélt minőséget jelenti, amely az egyes ember számára jelenik meg kinyilatkoztatásként.

### Der christliche Glaube
Schleiermacher másik fő műve a Der christliche Glaube (A keresztyén hit) átfogó rendszeres teológiai műve előbb 1821-22-ben, majd átdolgozva 1830-31-ben jelent meg. Lényegében ugyanazt az álláspontot képviseli, mint az Über der Religionban, noha mérsékeltebb hangvételű mű. Fő gondolata szerint a kegyesség lényege nem a tudásban és a cselekvésben, tehát nem a dogmatikában és az etikában, hanem az Istenhez való kötődés tudatában rejlik. Az Istenről szóló beszédek voltaképpen sohasem Istenről magáról szólnak, hanem arról, a végső függéssel kapcsolatos érzéseink miképpen köthetők Istenhez. A Biblia tehát eszerint nem az Isten kinyilatkoztatását, vagy Istennek a történelemben véghez vitt cselekedeteit mutatja be, hanem az ember vallásos tapasztalatairól számol be.

### Teológiájának értékelése
Az Über die Religionban bemutatott teológia- és vallás-értelmezés korának megdöbbentően újszerű felfogásával hatásosan szállt szembe a vallást racionális érvekkel támadó szkeptikusokkal, ugyanakkor meglepően nagylelkűen bánt a tartalmak feláldozásával is. Így miközben a pietizmust is meghaladó módon a belső tapasztalatot és az érzést állította középpontba, a vallás formai minőségét őrizte meg a tartalommal szemben. Kritikusai ugyancsak felróják neki, hogy teológiájában leértékelte az ember bűnösségének kérdését, ezzel az üdvtörténet hangsúlytalanabb részeire száműzte Krisztus váltságművét.

### Schleiermacher hermeneutikája
Schleiermacher volt az, aki jelentős mértékben megújította a hermeneutikát azáltal, hogy a megértés és értelmezés általános elméleteként fogta fel. Nála a megértés az eredeti szellemi alkotófolyamat reproduktív megértése a szellemi kongenialitás alapján. A nyelv szerepe olyan módon kerül előtérbe nála, hogy azt nem korlátozza az írott nyelvre. Schleiermacher hermeneutikája a megértést a beszédre, illetve az emberek egymás közötti megértésére alapozza. Nála eltűnik a mértékadó szöveg dogmatikus előföltevése, a hermeneutika pedig lényegében a történeti szellemtudományok alapjává válik. Igazi megértésre nem tehetünk szert hermeneutikai szabályok mechanikus alkalmazásával. A grammatikai interpretációt ki kell egészíteni pszichológiai értelmezéssel. A műalkotást például nem lehet kizárólag formállogikai és stilisztikai elemzés révén interpretálni, hanem a művet az alkotó életének mozzanataként kell megérteni. Ezt a „divinatorikus” interpretációval (divináció, ’megsejtés’) lehet elvégezni. A megértés és értelmezés így egyfajta „utánaalkotás”, „utólagos felépítés”.

## Magyarul
- A vallásról. Beszédek a vallást megvető művelt közönséghez; ford., utószó Gál Zoltán; Osiris, Bp., 2000 (Osiris könyvtár. Filozófia)